# David Rousset
David Rousset (18 de enero de 1912, Roanne, Loire — 13 de diciembre de 1997, París) fue un escritor y activista político francés, ganador del premio literario francés Prix Renaudot. Fue miembro de la Resistencia francesa durante la Segunda Guerra Mundial. Sobreviviente del campo de concentración nazi Buchenwald, es famoso por su libro acerca de campos de concentración, L'Univers concentrationnaire.
Fue la primera persona que utilizó el término "Gulag" en el idioma francés, revelándoles a los franceses el sistema soviético de campos de trabajo. En 1949, al descubrir que los campos de concentración destruidos en la Alemania Nazi aún existían en la Unión Soviética, alentó a sus antiguos compañeros de campos de concentración nazis para que formasen una comisión inspectora de los campos soviéticos, que se convirtió en la "Comisión Internacional Contra los Regímenes Concentracionistas". 
Por su trabajo, sufrió ataques del periódico comunista francés Les Lettres françaises, el cual lo acusó de calumniar a la Unión Soviética, de modificar los textos de las leyes soviéticas y de desinformar. Rousset presentó cargos contra el periódico, y en 1951 ganó el caso. 

## Primeros años
Rousset nació en Roanne en 1912, hijo de un metalúrgico y nieto de pastores. A los catorce años perdió un ojo practicando tenis.
Estudió filosofía y literatura en la Sorbona, donde fue alumno de Dumas, profesor de psicopatología en Sainte-Anne. Entre 1931 y 1936, viajó por Alemania y por Checoslovaquia; desde 1931 comenzó a reunirse con los Estudiantes Socialistas. Cuando ya era profesor, se acercó a Trotski, cuando éste estaba en Francia, y por este hecho fue excluido de la Sección Francesa de la Internacional Obrera en 1935. Al año siguiente, fue uno de los fundadores del Partido Obrero Internacionalista (POI) y desde entonces se dedicó a realizar acciones contra el colonialismo en Argelia y Marruecos. En 1938 comenzó a trabajar como corresponsal de las revistas estadounidenses Fortune y Time. Al año siguiente contrajo matrimonio con Susie Elisabeth Elliot, con quien tuvo tres hijos.

## Deportación
Durante la ocupación alemana de Francia, participó clandestinamente en la reconstitución del POI. El 16 de octubre de 1943 fue detenido por un inspector francés y dos alemanes, acusado de haber fraguado planes contra los soldados de la Wehrmacht. Fue torturado en la calle de las Salcedas durante un día, luego fue encarcelado en Fresnes y finalmente fue deportado a los campos de concentración de Buchenwald, Porta Westfalica y Neuengamme.
Durante el avance de los Aliados, fue conducido a la fuerza hacia el norte junto a otros sobrevivientes, en una marcha de la muerte que terminó para él en el kommando de Wöbbelin, cerca de Schwerin, con los deportados trasladados del campo de Neuengamme. Después de la guerra, en 1946, publicó El universo concentracionario, una obra sobre los campos nazis que le valió el Prix Renaudot. En 1947 publicó otra novela sobre los campos nazis, Los días de nuestra muerte, a partir de testimonios de deportados, refundidos en varios personajes.

## Obras
- L'Univers concentrationnaire, 1946, París, Éditions de Minuit, 1965.
- Les Jours de notre mort, 1947, París, Ramsay, 1988.